# Гьоте университет Франкфурт на Майн
Университетът „Йохан Волфганг Гьоте“, Франкфурт на Майн (на немски: Johann Wolfgang Goethe-Universität Frankfurt am Main), предаван на български и в други форми като Йохан Волфганг Гьоте университет Франкфурт на Майн или Гьоте университет Франкфурт на Майн, обикновено наричан само Франкфуртски университет, е най-голямото висше училище в гр. Франкфурт на Майн, Хесен, Германия.
Основан е през 1914 г. като граждански университет, което означава че, докато има провинциален университет в Прусия, той е бил основан и финансиран от богати и активно либерални граждани на Франкфурт на Майн – уникално положение в германската университетска история. Наименуван е през 1932 г. на един от най-известните местни хора в града – поета и писател Йохан Волфганг фон Гьоте. Днес университетът има 37 353 студенти.

## Рейтинг
- Според рейтинга на Ню Йорк Таймс през 2012 г. университетът е в първата десетица веднага след 150-те най-добри университети в света[1]
- ARWU World Shanghai Rankings поставя университета в сегмента от 101-во до 150-о място в света[2]
- През 2010 г. QS World University Rankings го поставя на 182-ро място в света[3]
- Според рейтинга на Times Higher Education World University Rankings университетът заема 197-о място в света.
- Според THES – QS World University Rankings през 2012 г. университетът е на 201-во място в света[3]. В отделните научни области: 106-о в Изкуства и хуманитаристика, 154-то в науки за живота и биомедицина, 207-о в природни науки и 101-во в социални науки.

## Структура

### Кампус „Бокенхайм“
На територията му се намират сградите на институтите по социални науки, педагогика, психология, математика, информационни науки и човешка география.
- Институт за социални изследвания
- Философикум
- Кулите на университета и на Франкфуртския панаир (на заден план)

### Кампус „Ридберг“
На територията му се намират сградите на институтите по фармацевтика, физика, химия, биохимия, науки за земята и география.
- Център за иновации в биотехнологиите
- Институт за авангардни изследвания

### Кампус „Вестенд“
Най-новият кампус на университета. На територията му се намират сградите на институтите по богословие, философия, история, филология, археология, право, икономика и бизнес администрация.
- Институти по обществени и педагогически науки
- Институт по стопански науки (House of Finance)
- Аула на Франкфуртския университет
- Стоманена скулптура „Тялото на знанието“ на Жом Пленса пред Аулата
- Кафене „Щурм унд дранг“
- ИГ Фарбен хаус

### Кампус „Нидеррад“
На територията му се намират сградите на институтите по медицина и стоматология и на университетската болница.
- Университетска болница
- Параклис на Университетската болница
- Клиника по очни болести